# ウィーン・モーツァルトゲマインデ協会
ウィーン・モーツァルトゲマインデ協会（ウィーン・モーツァルトゲマインデきょうかい、ドイツ語: Mozartgemeinde Wien）は、ヴォルフガング・アマデウス・モーツァルトの音楽作品の保護・普及のために活動するウィーンの協会。1947年設立（前身の団体は1913年設立）。

## 歴史

### 1938年以前
モーツァルトの作品を保存・伝播しようという動きはモーツァルトの死後にはすでに現れており、19世紀には協会・結社の設立が盛んに行われていたが、その中から、1841年4月22日、ザルツブルクで「大聖堂音楽協会ならびにモーツァルテウム」が設立され、続いて、その発展団体として1880年に「国際モーツァルテウム財団」が作られた。当時、ローカルなレベルに限定されていたモーツァルトの保護・継承活動を国境を越えて国際的に活性化させるため、1888年、その活動の財政基盤の確立のためとして、財団は「国際モーツァルトゲマインデ」を設立した。これを受け、オーストリア国内外では財団傘下のローカル団体が各地に多数設立された。
そうした動きの中から、ウィーンでは、音楽文筆家のハインリヒ・ダミッシュにより、1913年3月、「ウィーン・アカデミー・モーツァルトゲマインデ」が結成された(1945年までダミッシュが代表)。この団体の目的は、当時、計画段階にあったザルツブルク音楽祭の理念への賛同者をウィーンで集めることであり、この功績により、後にダミッシュはザルツブルク音楽祭の共同設立者と見なされている。こうした事情から、モーツァルトゲマインデの歴史はザルツブルク音楽祭の設立・発展と密接に関わることになった。
ウィーン・アカデミー・モーツァルトゲマインデのように、国際モーツァルテウム財団傘下のローカル団体として始まった初期のモーツァルトゲマインデは、次第に独立の団体へと変わっていき、財団の位置づけは形式上の上部団体にすぎないものとなっていった。
設立当初から、ウィーン・アカデミー・モーツァルトゲマインデは、その趣旨・目的として、モーツァルトの芸術を演奏会や講演会の開催を通じて普及させること、モーツァルト関連の出版物を刊行すること、ウィーンに残されたモーツァルトにまつわる記念施設や記念碑などを保護すること、モーツァルトにまつわる歴史的な場所を巡るガイドツアーや催し物を開催すること、若手のモーツァルト演奏家や現代音楽の演奏家を支援することを掲げていた。1931年から会員向けに定期的なリポート刊行物を発刊し、これは後に「ウィーン・フィガロ」(Wiener Figaro)という協会の定期刊行物へと発展した。また、演奏会ツィクルスの開催を通じてオーストリアの若手の現代作曲家を支援した。協会の定番の催し物としては、ザンクトマルクス墓地その他の記念施設へのガイドツアー、「フィガロハウス」（モーツァルトの住居）、「ドイツ騎士団館」(Deutschordenshaus、一時居住した建物)、「孤児院教会」(Waisenhauskirche)、シュテファン大聖堂での演奏会などが開始され、続けられている。

### 1938年から1945年まで
ナチスドイツによるオーストリア併合の直後の1938年5月17日、行政命令「協会・機関・団体の移行と編入」により、ウィーン・アカデミー・モーツァルトゲマインデはナチス思想による変革を被り、モーツァルトもその他の作曲家同様にナチス体制の文化政策に取り込まれ、「純粋なドイツ文化」の象徴的存在とされた。
この動きにはダミッシュの存在が不可欠であった。ダミッシュは1932年5月31日、ナチス党の非公認の会員となっていた人物で、ドイツ第三帝国の文化政策に同調してモーツァルトを「反ユダヤ的なドイツ的作曲家」と規定した。その後、1941年、「ドイツ帝国のモーツァルト週間」の開催により、モーツァルトはナチスの世界観へと完全に取り込まれるに至った。

### 1945年以降
ウィーン・アカデミー・モーツァルトゲマインデの存続は1948年までで、代表のハンス・ペマーにより、自由意思による解散が告知された。これと並行して1947年、エリック・ヴェルバを代表として新たな団体「ウィーン・モーツァルトゲマインデ（協会）」(Mozartgemeinde Wien)が結成された。この協会は今日まで活動を継続しており、旧「ウィーン・アカデミー・モーツァルトゲマインデ」の後継団体とされている。
結成以来、音楽コンクールの開催や多種の音楽賞の授与などの活動を続けている。1949年、モーツァルト歌唱コンクール、1951年、金管楽器コンクールを開始し、1974年、オーストリアの若手指揮者に贈られるカール・ベーム博士賞を新設した。20世紀後半には、国・自治体の後援を受けて「ウィーン・フルート時計」賞、「モーツァルト演奏賞」のような賞を新設（最新の授与は1999年）。過去の受賞者には、ルドルフ・ブッフビンダー、ライナー・キュッヒル、クリスティアン・アルテンブルガー、アンゲリカ・キルヒシュラーガー、シュテファン・ヴラダー、ボー・スコーフス、バーバラ・モーザーなどがいる。
1995年、協会スポンサーの支援で製造された「黄金モーツァルト指輪」が協会に寄贈された。その目的は、原則として5年に一度、「モーツァルトの作品とその演奏に大きな貢献を成した」芸術家か、重要な文化人に贈ることである（期間満了後、協会に返還される）。現在までの保持者は、アントン・シャリンガー(1995-2002)、アンゲリカ・キルヒシュラーガー(2002-2007)、ミヒャエル・ヘルタウ(2008-2013)、フランツ・ヴェルザー・メスト(2013-)となっている。
他に、「エーリッヒ・シェンク賞」の授与も続けており、2010年からは「若手芸術家のための奨励賞 - マルガレータ・シェンク財団」の名称で続いている。

## ギャラリー

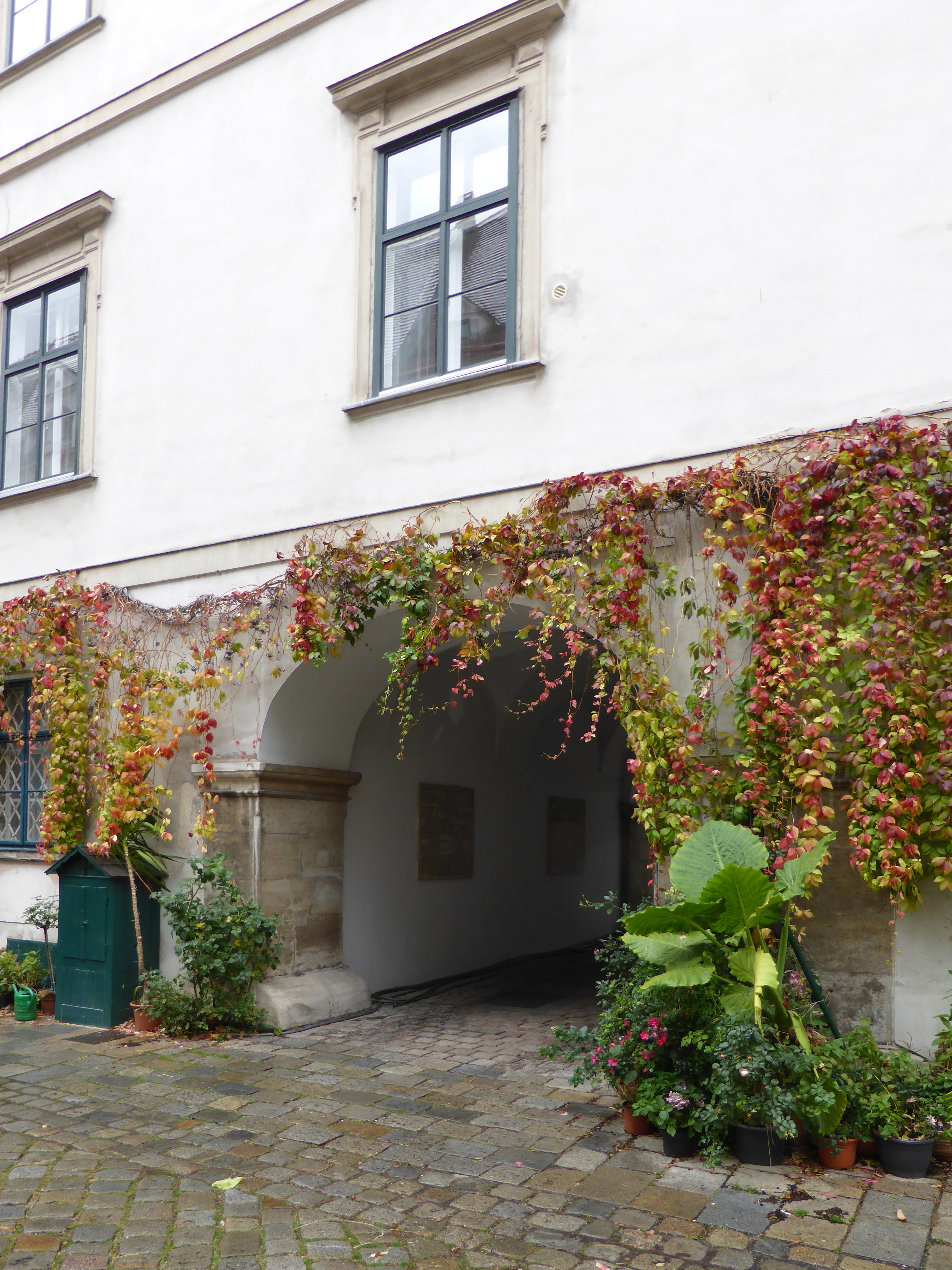
ジンガーシュトラーセ(通り)7番地のドイツ騎士団館(Deutschordenshof)
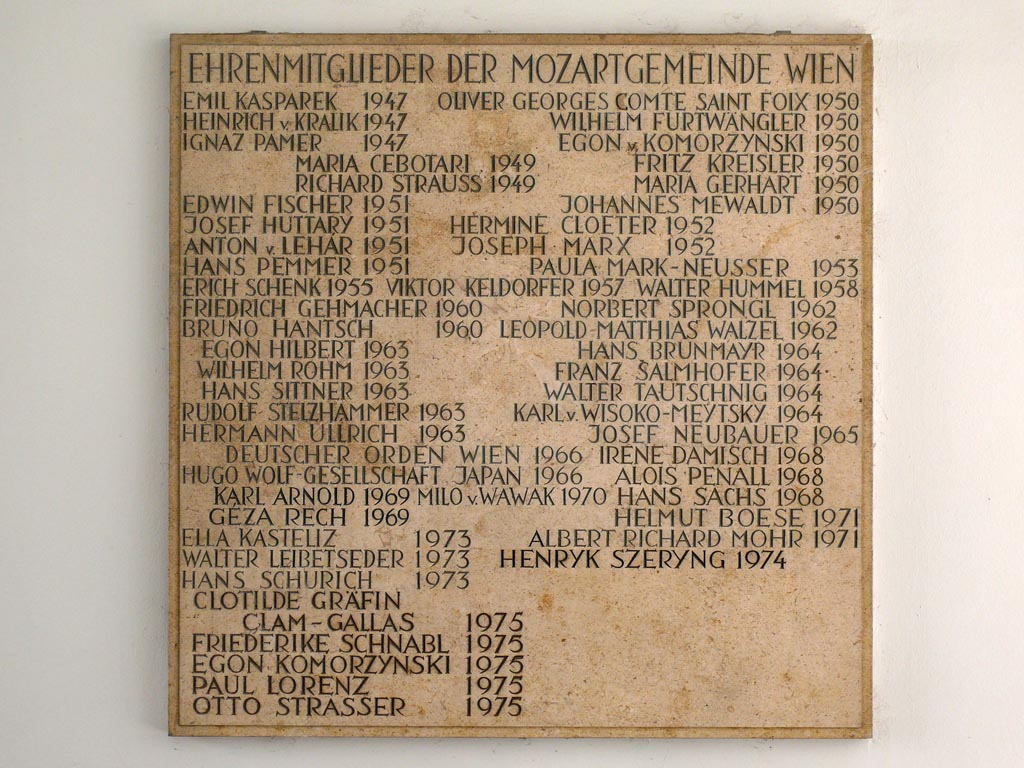
名誉会員
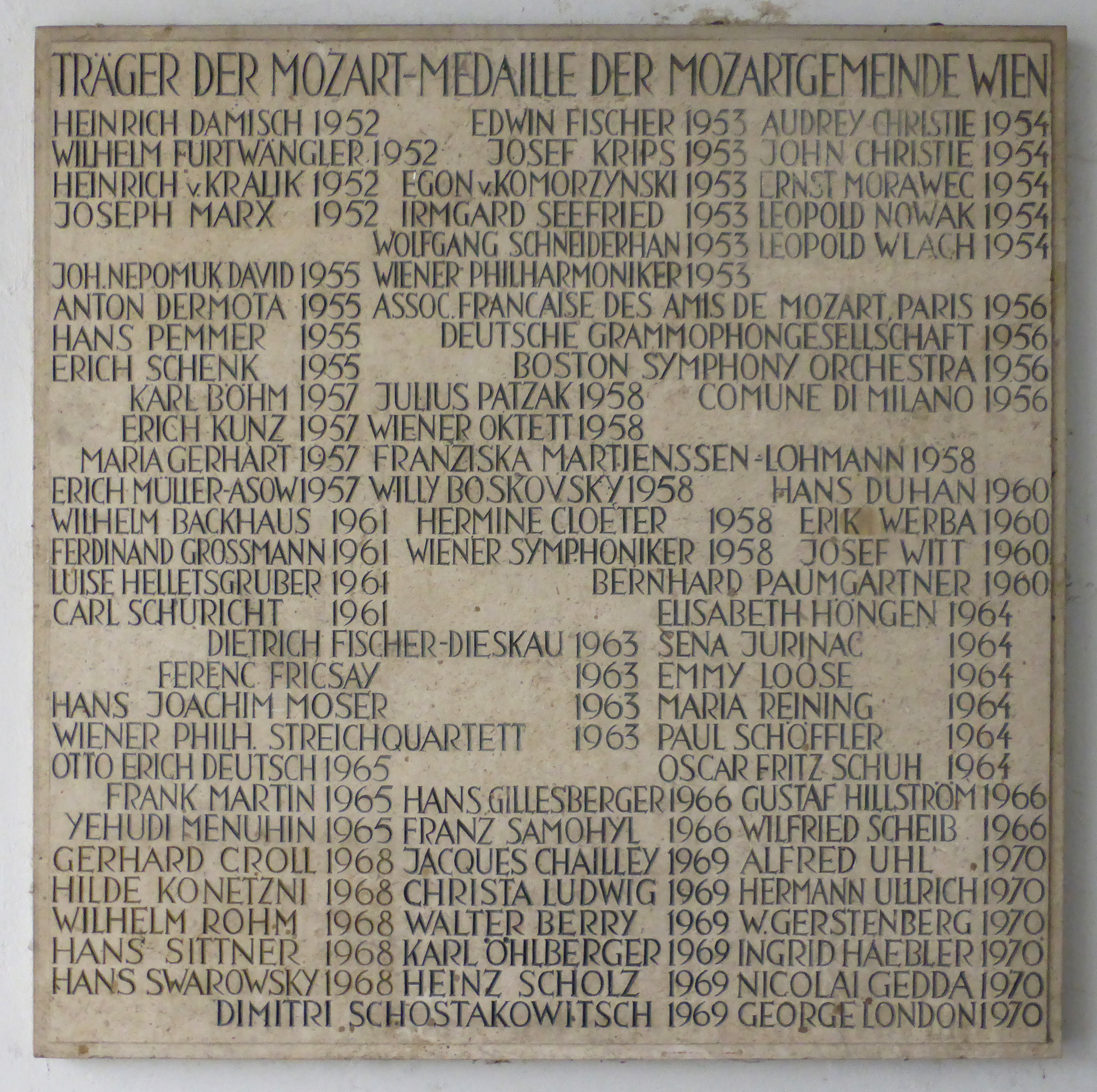
モーツァルト・メダルの受賞者
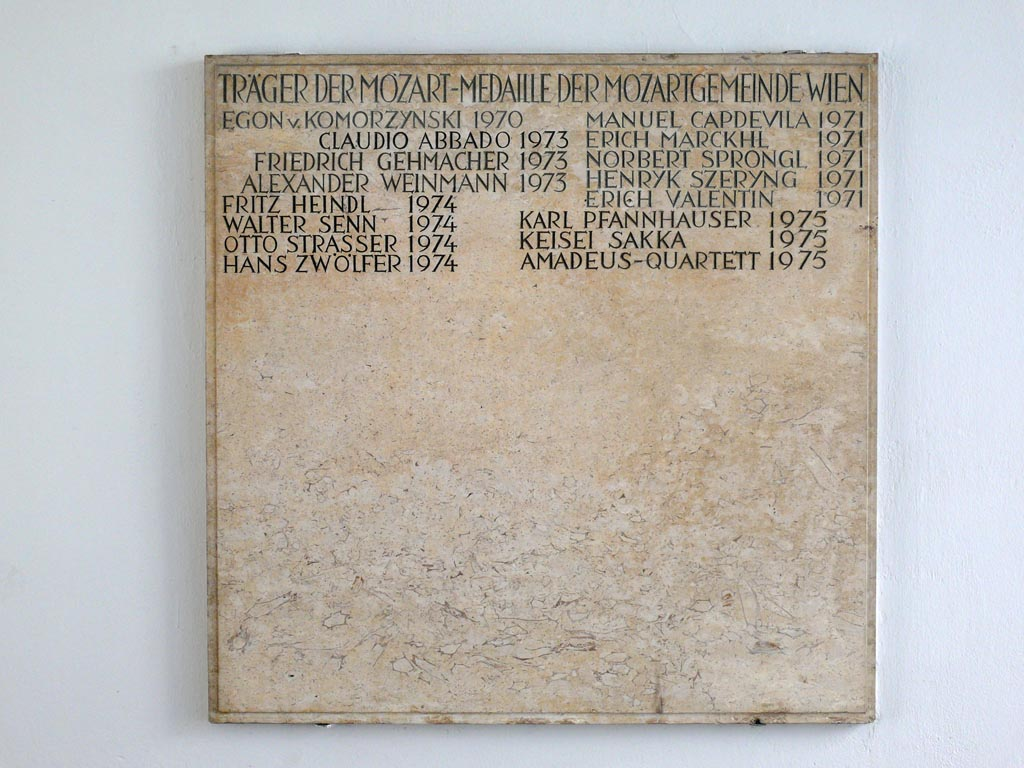
モーツァルト・メダルの受賞者